# Halla Tómasdóttir
Halla Tómasdóttir (Reykjavik, 11 oktober 1968) is een IJslands onderneemster en politica die sedert 2024 fungeert als president van IJsland. 

## Biografie
Halla volgde het laatste deel van haar middelbare-schoolopleiding in de Verenigde Staten en studeerde daarna bedrijfskunde in dat land. Ze behaalde in 1993 haar BBA aan de Auburn University in Montgomery (Alabama) en in 1995 haar MBA aan een instituut van de Arizona State University in Glendale (Arizona).
Halla kwam in 1998 in het stichtingsbestuur van de Universiteit van IJsland in Reykjavik. Ze was ook medeoprichter van Auður Capital, een investeringsmaatschappij.
Halla heeft zich in 2016 al een keer kandidaat gesteld voor het presidentschap van IJsland. Ze kreeg destijds 27,9% van de stemmen.
Op 1 juni 2024 won Halla de presidentsverkiezingen en versloeg voormalig premier Katrin Jakobsdottir met een marge van ruim 9 procentpunten. Haar campagne richtte zich op kwesties zoals de effecten van sociale media op de geestelijke gezondheid van jongeren, de ontwikkeling van het toerisme en de rol van kunstmatige intelligentie. Ze volgde per 1 augustus 2024 Guðni Thorlacius Jóhannesson op. Hij was acht jaar president en stelde zich niet opnieuw verkiesbaar.
Sveinn Björnsson · Ásgeir Ásgeirsson · Kristján Eldjárn · Vigdís Finnbogadóttir · Ólafur Ragnar Grímsson · Guðni Thorlacius Jóhannesson · Halla Tómasdóttir
- Virtual International Authority File: 7174152140001211100006